# Handkraft
Als Handkraft oder Armkraft bezeichnet man die Kraft eines Menschen, die mit Hilfe der Muskulatur der Hand und des Arms erzeugt werden kann. Diese kann als Druckkraft oder Zugkraft verwendet werden, um beispielsweise Festkörper zu zerkleinern (zerquetschen oder zermahlen), zu verbiegen oder auch um einen Gegenstand oder ein technisches System wie einen Flaschenzug manuell anzutreiben. Mit Hilfe dieser Kräfte gelingt es, Dinge in der Hand zu halten, anzuheben und wieder loszulassen.

## Beschreibung
Eine besondere Rolle spielen Hand- und Armkraft bei den unterschiedlichen Sportarten, wie beispielsweise beim
- Rudern oder Paddeln
- Klettern
- Armdrücken
- Diskus-, Hammer- oder Speerwurf
- Bogen- oder Armbrustschießen
- Federball, Badminton, Tischtennis oder Tennis
- Handball, Korbball oder Basketball
- Tanzen, beispielsweise bei Hebefiguren oder Würfen im Rock’n’Roll, beim Eiskunstlauf oder beim Eistanzen
- Gewichtheben
- Judo, Ringen, Boxen und einigen anderen Kampfsportarten
- Rollstuhlsport

Bei einigen dieser Sportarten sind neben der Technik auch die Schnellkraft und die Kraft der Beine von entscheidender Bedeutung.
Bei der Verwendung von Handwerkzeugen wie Zangen oder Scheren ist die Handkraft ebenfalls von großer Bedeutung. Ebenso bei der Handhabung eines Rollstuhles, der mit den Händen bewegt wird.

## Größe und Messung

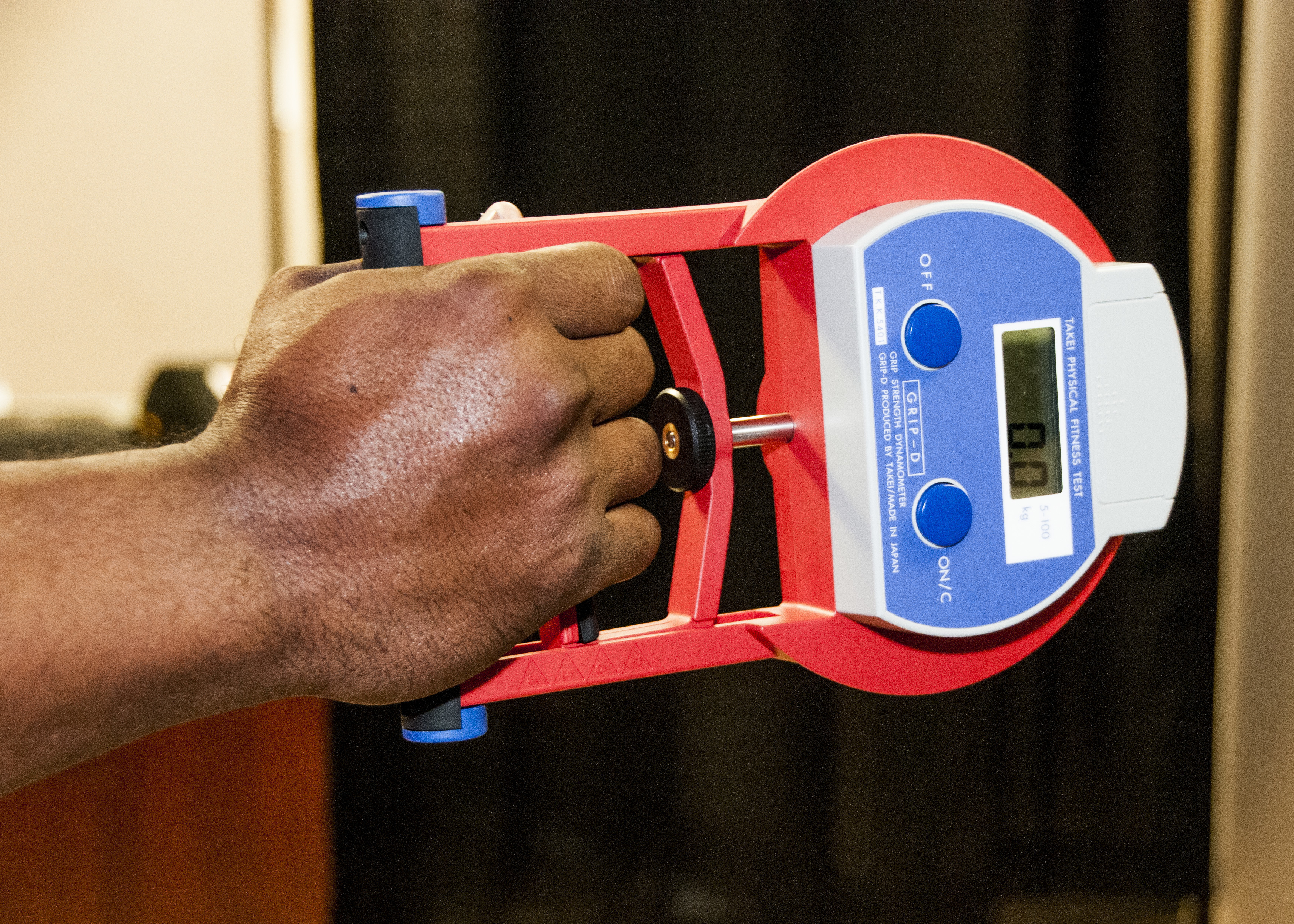
Instrument zur Handkraftmessung

Die Größe der möglichen Hand- oder Armkraft hängt unter anderem von der Länge der durch die Gelenke gegebenen Hebel ab. Die Längen von Oberarm, Unterarm sowie die verschiedenen Gliedmaßen der Finger definieren also die nach den Hebelgesetzen möglichen Kräfte.
Das Drehmoment bei der Verwendung eines Schraubenschlüssels ist beispielsweise abhängig von seiner Länge und der ausgeübten Handkraft. Je länger der Hebelarm ist desto geringer wird der Kraftaufwand.
In der Geriatrie ist die Messung der Handkraft ein Bestandteil einer Wirkungsanalyse, genauer des sogenannten geriatrischen Assessments. Eine Messung der Handdruckkraft kann beispielsweise mit einem Collinschen Dynamometer durchgeführt werden. Eine Weitere Möglichkeit bietet das hydraulische Jamar-Dynamometer, das die Werte über eine digitale Anzeige ausgibt.